# Julio César Yegros
Julio César Yegros (Luque, 31 gennaio 1971) è un ex calciatore paraguaiano, di ruolo attaccante.

## Palmarès

### Competizioni nazionali
- Campionati paraguaiani: 3

Cerro Porteño: 1990, 1992, 1994

#### Competizioni internazionali
- CONCACAF Champions' Cup: 1

Cruz Azul: 1996